# Direção
Uma direção (AO 1945: direcção) pode ser definida por duas retas paralelas (que têm em comum esta característica). Quando nos referimos à horizontalidade ou verticalidade de um objeto, estamos a referir-nos, exatamente, à sua direção. Fala-se, assim, da direção horizontal e da direção vertical.
Módulo, direção e sentido são elementos que definem grandezas vetoriais.
O conceito de direção é frequentemente confundido com o conceito de sentido. À diferença do significado usual do termo, a direção pode ter dois sentidos opostos. Por exemplo, na direção vertical podemos conceber dois sentidos: de baixo para cima ou de cima para baixo. Na direção horizontal, o sentido pode ser da direita para a esquerda ou vice-versa.